# Эрготизм
Эрготизм (от фр. ergot «спорынья») — отравление человека и животных алкалоидами спорыньи при употреблении в пищу продуктов, приготовленных из муки из зёрен ржи и некоторых других злаков, заражённых рожками (склероциями) сумчатого грибка спорыньи пурпурной (Claviceps purpurea). Обнаружить заражение особенно трудно в тёмной ржаной муке.
Эрготизм может возникнуть и как побочный эффект от передозировки препаратами спорыньи (например, гидротартрата эрготамина) при их длительном непрерывном приёме в высоких дозах.

## Патогенез
Токсичные свойства рожков спорыньи обусловлены содержанием в них алкалоидов— эргокристина и его изомеров, эргобазина и других близких по структуре соединений (эргозин, эрготоксин, эрготамин). Основа строения перечисленных алкалоидов – лизергиновая кислота – относится к производным индола. 
Мишенью алкалоидов спорыньи являются нейроны. Эффект их воздействия на вегетативную нервную систему сходен с адренолитическим, параллельно нарушается проведение нервного импульса. Патологическое воздействие на центральную нервную систему выражается в угнетении сосудодвигательного центра и нейронных связей.

## Патогистология
Преобладают дегенеративные процессы в задних столбах спинного мозга (преимущественно пучки Бурдаха), диффузные инфильтраты в головном мозгу. Отмечается умеренные геморрагии и застойная гиперемия в паренхиматозных органах и органах центральной нервной системы, а также кровоизлияния в слизистой оболочке желудка и кишечника.

## Классификация
Заболевание классифицируется в зависимости от частоты и дозы поглощаемых алкалоидов. При отравлении высокими дозами, симптомы возникают в течение нескольких часов, реже суток. Постоянное поступление незначительных доз ядовитого вещества, например, при его назначении с лекарственной целью, приводит к его накоплению и клиническим проявлениям хронической интоксикации.
- Острый эрготизм. Протекает с преимущественным поражением желудочно-кишечного тракта и центральной нервной системы, что характеризуется потерей устойчивости, судорогами, параличами, абортами[1]. Длительность состояния редко превышает сутки, после чего, как правило, наступает смерть.
- Подострый эрготизм. Развиваются разнообразные нарушения центральной нервной системы с психозами и тоническо-клоническими судорогами — конвульсивная форма (лат. ergotismus convulsivus), «ведьмины корчи» или «злые корчи». Может развиваться и гангренозная форма (лат. ergotismus gangraenosus), которая вызвана нарушением трофики тканей из-за сужения капилляров в конечностях с формированием в них глубокого некротического очага и сухой, реже влажной, гангрены. Гангренозная форма получила на Руси название «огонь святого Антония» («Антониев огонь», «священный огонь») — по названию монастыря Св. Антония во Франции, где в средние века во время опустошающей эпидемии имелся специально накапливаемый запас здорового зерна[1].
- Хронический эрготизм. Характеризуется периодическими расстройствами желудочно-кишечного тракта, стертыми интоксикационными симптомами, преходящими неврологическими синдромами, аменореей у женщин.

## История
Первые упоминания о патологии встречаются в летописях VI века, подробнее симптомы и связь с зараженной мукой описал французский врач Тулье в 1650 году. В Средние века из-за нетребовательности к почвам и уходу, устойчивости к сорнякам и вредителям рожь выращивалась в Европе повсеместно от Франции до России, а хлеб был основным продуктом питания для большинства населения. В некоторые годы из-за особенностей погодных условий — низких температур и высокой влажности возникало сильное поражение посевов спорыньёй, что приводило к массовым опустошающим эпидемиям и эпизоотиям эрготизма при употреблении заражённого хлеба из зерна. 
Покровителем жертв эрготизма считался святой Антоний, так как лечением таких больных занимался Орден антонитов. Для борьбы с достаточно регулярными эпидемиями в европейских монастырях накапливались значительные запасы зерна хорошего качества, и при начале эпидемии монастыри оказывали помощь страждущим.
С конца XVII века по мере понимания, что поражённый спорыньёй хлеб является причиной эрготизма, и благодаря развитию сельского хозяйства частота, масштабы эпидемий эрготизма уменьшились. Также немаловажным фактором, повлиявшим на снижение заболеваемости эрготизмом, явилось повсеместное внедрение в рацион картофеля, снизившее потребление хлеба. Однако отдельные эпидемии эрготизма наблюдались до XIX века и даже позже. В настоящее время методы агротехники позволили практически избавиться от спорыньи в сельскохозяйственных посевах.

## Эпидемии
В Российской империи с 1710 по 1909 год было зарегистрировано 24 крупных эпидемии. Последние крупные вспышки наблюдалась в некоторых районах юга в 1926—1927 годах, в 1926 году число заболевших составило 11 тысяч.
Последняя крупная эпидемия, которая считается эпидемией эрготизма, случилась на юге Франции, в городе Пон-Сент-Эспри в 1951 году, когда заболело 250 жителей, 4 из них умерли. Однако ряд исследователей причину этой эпидемии видят в отравлении ртутью или трихлоридом азота.